# Cléson
Dans la mythologie grecque, Cléson (en grec ancien Κλήσων est le fils de Lélex (donc prétendument le petit-fils de Poséidon).
Il devient roi de Mégare à la suite de son père, puis son fils Pylas lui succède sur le trône. Il aurait régné sur Mégare de 1440 à 1430 av. J.-C. selon une chronologie douteuse.
On lui attribue également deux filles, Cléso et Tauropolis, qui découvrirent sur une plage le corps d'Ino, femme d'Athamas après son suicide et lui donnèrent une sépulture. De cet événement les Mégariens divinisèrent Ino sous le nom de Leucothea.

## Sources
- Pausanias, Description de la Grèce [détail des éditions] [lire en ligne] (I, 39, 6 ; I, 42, 7).